# Raymond, Iowa
Raymond är en ort i Black Hawk County i delstaten Iowa, USA.